# Live in Berlin (álbum de Sting)
Live in Berlin é o quinto álbum ao vivo do cantor Sting, lançado em 2010.
O álbum traz o registro de um show do cantor realizado no dia 21 de setembro de 2010, no O2 World Arena, em Berlim, Alemanha. O show fez parte da turnê de divulgação do álbum "Symphonicities", lançado também em 2010, e que traz os grandes sucessos do cantor com novos arranjos orquestrados. Assim, "Live in Berlin" traz Sting acompanhado pela Royal Philharmonic Concert Orchestra apresentando músicas como "Every Little Thing She Does Is Magic", "Desert Rose" e "Russians", entre outros clássicos. O interessante, e ao mesmo tempo curioso, é que todos os músicos da orquestra participam ativamente do show, brincando, dançando e fazendo coreografias ao ritmo das músicas.

## Faixas
CD
1. "If I Ever Lose My Faith in You" - 4:46
2. "Englishman in New York" - 4:38
3. "Fields of Gold" - 3:35
4. "Why Should I Cry for You?" - 7:45
5. "All Would Envy" - 5:36
6. "Tomorrow We'll See" - 4:48
7. "The End of the Game" - 6:21
8. "Whenever I Say Your Name" - 7:21
9. "Shape of My Heart" - 4:49
10. "Moon Over Bourbon Street" - 6:04
11. "Mad About You" - 4:45
12. "King of Pain" - 5:39
13. "Desert Rose" - 4:44
14. "Fragile" - 4:50

DVD
1. A Thousand Years
2. Every Little Thing She Does Is Magic
3. Englishman in New York
4. Roxanne
5. When We Dance
6. Russians
7. I Hung My Head
8. Why Should I Cry for You?
9. Whenever I Say Your Name
10. This Cowboy Song
11. Tomorrow We'll See
12. Moon Over Bourbon Street
13. The End of the Game
14. You Will Be My Ain True Love
15. All Would Envy
16. Mad About You
17. King of Pain
18. Every Breath You Take
19. Desert Rose
20. She's Too Good for Me
21. Fragile

## Paradas
| Parada                               | Posições |
| ------------------------------------ | -------- |
| Portugal - Top 50 Nacional Português | 10       |